# Дерби (сыр)
Дерби (англ. Derby) — полутвёрдый сыр, изготавливаемый из пастеризованного коровьего молока в Великобритании. Для него характерен сливочный вкус.

## История
Первые упоминания о сыре Дерби датируются XVIII веком. Название этого вида сыра связано с местом его производства — сыр изготавливают в графстве Дербишир.

## Описание
Вкус и аромат сыра напрямую зависят от времени его выдержки, чем она дольше — тем они насыщеннее. Сыр обладает однородной текстурой, его консистенция напоминает сыр чеддер, однако процесс приготовления отличается.

## Приготовление
Технологии приготовления сыра дерби могут немного отличаться. Есть сыр сейдж дерби (Sage Derby; англ. sage — шалфей) с добавлением шалфея, и сыр дерби с портвейном (Port Wine Derby). Сейдж дерби обладает вкусом, чем-то напоминающим мяту, а у сыра дерби с портвейном преобладает кремовый вкус.
Сыр сейдж дерби готовят с добавлением в сырную массу молотого шалфея. Это придает сыру специфический аромат. В результате текстура сыра наполняется кусочками шалфея. В процессе приготовления для смягчения запаха шалфея добавляют нарезанный шпинат. Это способствует появлению в сыре характерных прожилок, близких по цвету к зеленоватому мрамору. Пропорции шпината и шалфея могут меняться, это будет влиять на вкус и аромат сыра. В XXI веке в створоженную массу стали также добавлять ромашку, календулу и сок петрушки. Сыр созревает быстро, на протяжении 1—3 месяцев. Мягкая консистенция сыра в процессе созревания становится плотнее, усиливается её травянистый и горьковатый вкус.